# 拉德爾 (伊利諾伊州)
拉德爾（英語：Raddle）是位於美國伊利諾伊州傑克遜縣的一個非建制地區。該地的面積和人口皆未知。

## 地理
拉德爾的座標為37°36′44″N 89°35′12″W / 37.61222°N 89.58667°W，而該地的平均海拔高度為110米（即361英尺）。